# 20287 Munteanu
A 20287 Munteanu (ideiglenes jelöléssel 1998 FT61) a Naprendszer kisbolygóövében található aszteroida. A LINEAR projekt keretében fedezték fel 1998. március 20-án.